# Hugo Ribbert
Moritz Wilhelm Hugo Ribbert (Hohenlimburg, 1º  marzo 1855 – Bonn, 6 novembre 1920) è stato un patologo tedesco.

## Biografia
Ribbert studiò presso le università di Bonn, Berlino e Strasburgo. Nel 1883 venne nominato professore straordinario presso l'Università di Bonn. Nel 1892 divenne professore presso l'Università di Zurigo. Nel 1900 si trasferisce a Marburgo; nel 1903 si trasferì presso l'Università di Gottinga; e nel 1905 ritornò a Bonn.
Nel 1881 Ribbert descrisse la cellula infettata cytomegalovirus. Nel 1905 Ribbert propose una teoria del cancro con Cohnheim.

## Opere principali
- Lehrbuch der pathologischen Histologie für Studirende und Aerzte , 1896
- Die Lehren vom Wesen der Krankheiten in ihrer geschichtlichen Entwicklung, 1899
- Lehrbuch der allgemeinen Pathologie und der pathologischen Anatomie, 1901
- Lehrbuch der speciellen Pathologie und der speciellen pathologischen Anatomie, 1902
- Geschwulstlehre für Aerzte und Studierende, 1904
- Das Wesen der Krankheit, 1909
- Das Karzinom des Menschen, sein Bau, sein Wachstum, seine Entstehung, 1911
- Die Bedeutung der Krankheiten für die Entwicklung der Menschheit, 1912